# František Kovaříček
František Kovaříček (* 17. Mai 1924 in Litětiny; † 7. Januar 2003 in Prag) war ein tschechischer Komponist und Musikpädagoge.

## Leben und Wirken
Kovaříček wurde nach dem Abschluss des klassischen Gymnasiums in Hradec Králové 1943 zu Zwangsarbeit verpflichtet. In dieser Zeit entstanden seine ersten kompositorischen Versuche, und er nahm privaten Unterricht bei Karel Boleslav Jirák. Von 1945 bis 1949 studierte er am Prager Konservatorium Komposition bei Emil Hlobil. Bis 1952 setzte er sein Studium an der Musikakademie bei Jaroslav Řídký fort. Seine Abschlussarbeit war eine Ouvertüre für großes Orchesters. Parallel studierte er acht Semester an der Karls-Universität.
Von 1953 bis 1957 war er Musikdirektor des Tschechoslowakischen Rundfunks in Prag, danach war er freischaffender Komponist. Von 1966 bis 1985 unterrichtete er Komposition, Kontrapunkt und Instrumentation am Prager Konservatorium. Zu seinen Schülern zählten u. a. die Komponisten Michal Novenko, Otomar Kvěch, Olga Ježková und Martin Smolka und die Dirigenten Bohumil Kulínský, Tomáš Hála und Miriam Němcová. Außerdem war er von 1971 bis 1994 Vorsitzender, danach Ehrenvorsitzender des Musikalischen Jugend (Hudební mládež) der Tschechoslowakischen Republik, für die er gemeinsam mit seiner Frau Hana Klimtová Sommercamps, Musikwettbewerbe, ein Musikfestival sowie Jugendsendungen im Rundfunk veranstaltete.
Neben Orchesterwerken und Kammermusik komponierte Kovaříček die Oper Ukradený měsíc, für die er zum 50. Jahrestag der Tschechoslowakischen Republik 1968 mit einem Ersten Preis ausgezeichnet wurde. Das Werk wurde im Tschechoslowakischen Rundfunk 1971 uraufgeführt und 1985 in der Fernsehreihe Česká soudobá hudba vorgestellt.

## Werke
- Kvintet für zwei Violinen, zwei Bratschen und Cello, 1949
- Písničky na slova lidové poezie, Liederzyklus für tiefe Stimme und Klavier, 1951
- Ouvertura für großes Orchester, 1952
- Beerdigungsmusik (Smuteční hudba) für großes Orchester, 1952
- Čtyři kusy für Violine und Klavier, 1953
- Suita für Orchester, 1955
- Concerto comaroso, musikalischer Scherz über ein Thema von Věra Frühaufová, 1956
- Hudba für 13 Instrumente, 1956–57
- Zlatá vlna, Liederzyklus für hohe Stimme und Klavier nach Texten von Miroslav Florian, 1957
- Sonáta für Cello, 1958
- Serenáda für Nonett, 1958
- Divertimento für Streicher, 1960
- Koncert für Klarinette und Orchester, 1964
- Ukradený měsíc, lyrisch-komische Szenen nach Texten von Ludvík Aškenazy und Vladimír Mikeš, 1966–67
- 2. klavírní sonáta, 1968
- Posmívánky, Zyklus für gemischten Chor und Klavier, 1968
- Capriccio für Kammerorchester, 1971
- Díkůvzdání für Orgel, 1997
- Tři tváře lásky, 1997
- Sonáta für Violine und Klavier, 1998
- Čtyři temperamenty für Streicher, 1998
- Esercizi für Cello solo, 2002